# الیاس واکر دورنفورد
الیاس واکر دورنفورد (انگلیسی: Elias Walker Durnford; ۲۸ ژوئیهٔ ۱۷۷۴ – ۸ مارس ۱۸۵۰) نظامی و مهندس اهل بریتانیا بود.